# Rio Pisuerga
O rio Pisuerga é um rio da província de Castela e Leão, em Espanha, afluente da margem direita do rio Douro, com 283 km de comprimento e tem uma bacia hidrográfica de 14 526 km². Banha a cidade de Valladolid.
O seu caudal na confluência com o rio Douro supera o deste último em aproximadamente 80 m³/s.

## Afluentes
- Rio Areños
- Rio Lores
- Rio Castillería
- Rio de Resoba
- Rio Rivera
- Rio Vaíllo
- Rio Camesa
- Rio Ritobas
- Rio Monegro
- Rio Sauguillo
- Rio Burejo
- Rio Valdavia
- Rio Vallarna
- Rio Odra
- Rio Arlanza
- Rio Carrión
- Rio Esgueva